# Haughton Hall (Shropshire)

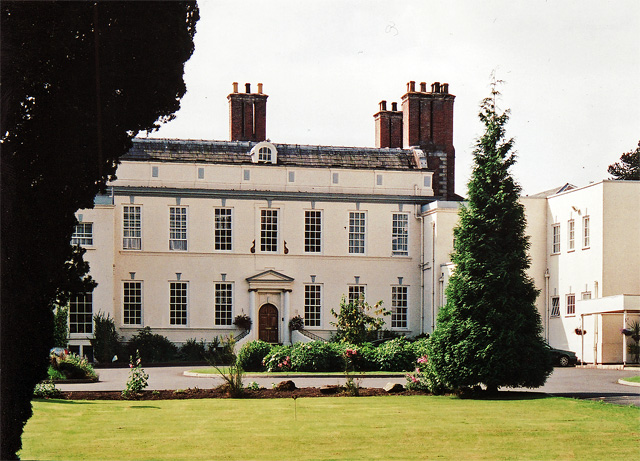
Haughton Hall

Haughton Hall ist ein Landhaus in der Haughton Lane im Markt Shifnal in der englischen Grafschaft Shropshire. Das Haus aus dem Beginn des 18. Jahrhunderts, das von English Heritage als historisches Bauwerk II*. Grades gelistet wurde, wird heute als Hotel genutzt.

## Details
Der Familie De Haughton gehörte das Land an dieser Stelle in der Grundherrschaft Shifnal schon 1185. Das Anwesen fiel Anfang des 14. Jahrhunderts an Sir John Charlton und Anfang des 16. Jahrhunderts durch Heirat mit einer Charlton-Erbin an Richard Moreton. Die Moreton-Erbin Anne heiratete 1587 Humphrey Briggs aus Ernestry und so blieb die Immobilie in Händen dieser Familie bis zum Tod des fünften und letzten Baronets Briggs 1767.
Das heutige Haus wurde 1718 für Sir Humphrey Briggs, 4. Baronet, Parlamentsabgeordneter für den Wahlkreis Much Wenlock, ursprünglich in roten Ziegeln zwei Stockwerke hoch und sieben Joche breit erbaut. Nach 1767 wurde das Anwesen auf drei Töchter aufgeteilt und das Haus fiel an George Townsend Brooke, Sohn von Elizabeth Briggs. Er ließ das Haus zwischen 1820 und 1830 ausbauen und vergrößern. Die Außenwände wurde stuckverziert und zwei zweistöckige Flügel seitlich angebaut.
Nach dem Tod von William John Brooke im Ersten Weltkrieg im Felde fiel das Anwesen an seinen Neffen und wurde anschließend für verschiedene Zwecke vermietet, u. a. auch kurz als Schule. Letztlich wurde es in ein Hotel umgewandelt.

## Ein Grab für ein Rennpferd
Das bekannte Vollblutrennpferd Gimcrack wurde auf dem Grundstück begraben. Dieses Grab wurde mit einem kleinen Pfeiler aus Ziegeln und Stein gekennzeichnet. Es liegt westlich der Grenzmauer zum alten Küchengarten.